# Kisar (Indonesien)
Kisar (veraltet: Kisser) ist eine indonesische Insel, etwa 30 km nordöstlich von Timor.

## Geographie
Kisar gehört geographisch zu den Kleinen Sundainseln, politisch aber zur indonesischen Provinz Maluku. Nach dem Zensus von 2010 lebten auf Kisar 14.015 Menschen, davon 6.652 in Wonreli, 1.852 in Lebelau und 1.011 in Oirata Timur; die übrigen Desa wiesen jeweils unter 1000 Einwohner auf. Die Insel ist 81,8 km² groß.
Auf Kisar befindet sich Wonreli, die Hauptstadt des Kecamatans (Distrikt) Pulau-Pulau Terselatan, und von 16. September 2008 bis 26. November 2012 die De-facto-Hauptstadt des Bezirks Südwestmolukken (Maluku Barat Daya). Heute ist die de jure Hauptstadt des Bezirks Tiakur auf Moa.

## Geschichte

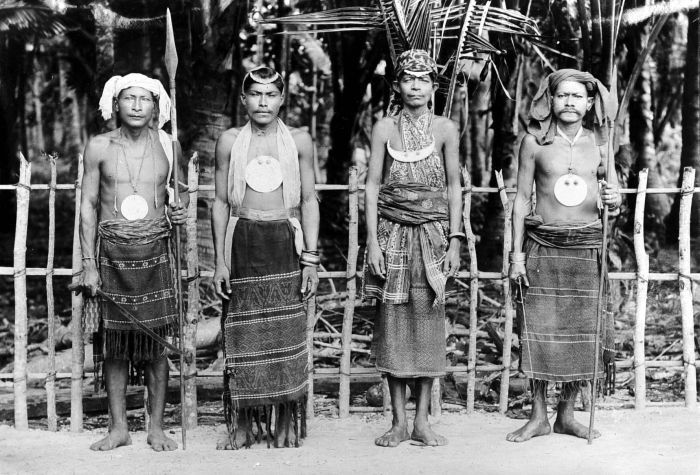
Bewohner von Kisar während der Kolonialzeit

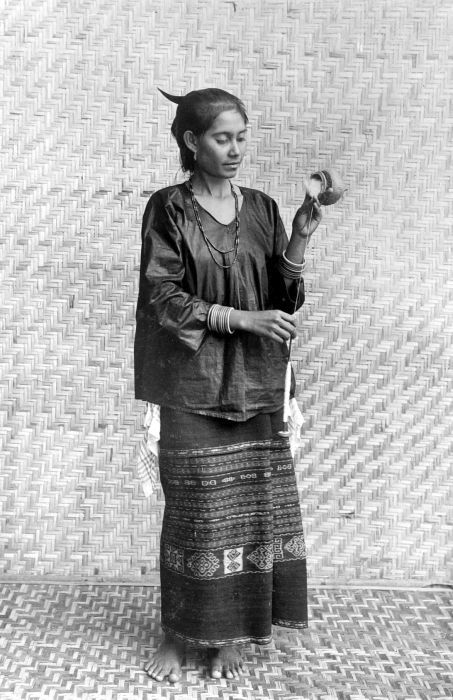
Frau von Kisar beim Spinnen (1929)

Auf Kisar gibt es Wandmalereien, die älter als 2500 Jahre sind. Sie zeigen zum Teil auffällige Ähnlichkeiten zu Malereien an der Ostspitze Timors, wie in Ile Kére Kére (Gemeinde Lautém). Andere Motive finden sich auch auf Bronzetrommel der Dong-Son-Kultur aus dem Gebiet des heutigen Vietnams. Solche Trommeln fand man auch an verschiedenen Orten im Malaiischen Archipel.
Im 14. oder 15. Jahrhundert wurde von den Bewohnern Kisars im Nordosten mit Negeri Lama Purpura auf einem Hügel die größte Festung der Insel errichtet.
1665 wurde von der Niederländischen Ostindienkompanie auf Kisar ein Militärstützpunkt errichtet und in die Provinz Banda integriert. Die Niederländer gaben der Insel auch ihren Namen. Als der erste niederländische Offizier die Einheimischen nach dem Namen der Insel fragte und dabei auf den Boden zeigte, sagten diese ihm, worauf er stand: Kiasar – weißer Sand. Noch heute leben gemeinsame Nachkommen der europäischen Soldaten und Einheimischer, die Mestiezen van Kisar. Diese Bevölkerungsgruppe sind der Grund dafür, dass man auf Kisar Familiennamen, wie Joostenz, Wouthyusen, Caffin, Lerrick, Peelman, Lander, Ruff, Bellmin-Belder, Coenradi, van Delsen, Schilling und Bakker findet.
1795 wurde Kisar englisch, 1803 war es Teil der Batavia Republik des holländischen Königreichs unter französischer Herrschaft und 1810 wieder englisch. 1817 ging Kisar wieder in niederländischen Besitz über. Dies blieb sie auch, als 1819 der Stützpunkt aufgegeben wurde.
Enge Beziehungen herrschten in historischer Zeit mit dem Reich von Vemasse auf der Insel Timor (Gemeinde Baucau). Regelmäßig besuchte man sich, Handel mit Gold und Wasserbüffel wurde getrieben und der Raja von Vonreli auf Kisar zahlte einen Tribut an den Liurai von Vemasse. Erst Ende des 19. Jahrhunderts unterband der portugiesische Gouverneur Timors José Celestino da Silva (1894 bis 1908) jeden Kontakt, da sich der Raja weigerte vom Protestantismus zum katholischen Glauben überzutreten. Doch bereits 15 Jahre später wurden die Kontakte erneuert, als der Raja von Kisar mit einer Flotte von 20 kleinen Schiffen am Strand von Baucau anlegte.
1942 wurde Kisar im Zweiten Weltkrieg, wie auch die benachbarten Inseln, von Japan besetzt. Bewohner der Insel wurden von den Japanern nach Timor verschleppt, wo sie zur Zwangsarbeit gezwungen wurden. Kisar-Frauen mussten in einem so genannten „japanischen Restaurant“, den japanischen Soldatenbordellen, in Lautém arbeiten.
1950 war Kisar Teil der Republik Maluku Selatan (Republik der Südmolukken).
Noch Anfang des 20. Jahrhunderts waren die Bewohner Kisars in verschiedene Kasten unterteilt. Die kleinste Gruppe stellten die Marna (Adel), etwa zwanzigmal so viele Einwohner waren Wahoeroe (Bauern) und dreimal so viele Einwohner wie Marna waren Stam (ehemalige Sklaven). Wahrscheinlich stammen die Wahoeroe von der ursprünglichsten Bevölkerung der Insel ab.

## Kultur
Die vorherrschende lokale Sprache ist die austronesischen Sprache Meher (Kisar, Yotowawa). Sie wird in 19 Dörfern gesprochen. Sie ist ähnlich der in Osttimor fast ausgestorbenen Sprache Makuva.
In zwei Dörfern im Süden von Kisar wird Oirata gesprochen, ein Dialekt des Fataluku. Die Papuasprache wird ansonsten hauptsächlich im Osten von Osttimor gesprochen. 1721 kamen von dort Flüchtlinge, die sich auf Kisar niederließen.

## Fauna
Die Kisar-Schleiereule (Tyto alba kuehni) ist eine Unterart der Schleiereule, die nur auf der Insel Kisar vorkommt. Sie ähnelt der Indischen Schleiereule in der Färbung, ist allerdings oberseits ockergelb und hat breitere schwarze Punkte. Die Unterseite ist bräunlich getönt und quergebändert.

## Transport
Seit Mitte 2003 wurde mit einem Transportflugzeug der Merpati Nusantara Airlines eine Flugroute Kupang (Westtimor) – Kalabahi (Alor) – Kisar – Ambon mit Rückflug am nächsten Tag angeboten. Die Fluggesellschaft stellte aber ihren Betrieb 2014 ein.